# Phyllachora epicladii
Phyllachora epicladii är en svampart som först beskrevs av Cooke & Massee, och fick sitt nu gällande namn av Arx 1957. Phyllachora epicladii ingår i släktet Phyllachora och familjen Phyllachoraceae.   Inga underarter finns listade i Catalogue of Life.